# 外交政策分析 (期刊)
《外交政策分析》（Foreign Policy Analysis），创办于2005年，是一份由国际研究协会主办、牛津大学出版社出版的学术季刊。该期刊分析外交政策制定的过程。